# 海梅·埃斯库德
海梅·埃斯库德（西班牙語：Jaime Escudé，1962年4月14日—），西班牙男子曲棍球运动员。他曾代表西班牙参加1988年夏季奥林匹克运动会曲棍球比赛，获得第九名。

## 家庭
弟弟伊格纳西奥·埃斯库德、哈维尔·埃斯库德。
侄子波尔·阿马特、桑蒂·弗雷克萨。